# تشارلز ر. بيري
تشارلز ر. بيري (بالإنجليزية: Charles R. Perry)‏ هو شخصية أعمال أمريكي، ولد في 21 يناير 1934 في وينتر بارك، فلوريدا في الولايات المتحدة، وتوفي في 10 مايو 2005.